# Comuna Poticiok, Reșetîlivka
Poticiok (în ucraineană Потічок) este o comună în raionul Reșetîlivka, regiunea Poltava, Ucraina, formată din satele Mîkolaiivka, Nahirne, Pasicinîkî și Poticiok (reședința).

## Demografie
Componența lingvistică a comunei Poticiok
     Ucraineană (96,21%)
     Română (1,71%)
     Rusă (1,59%)
     Alte limbi (0,12%)
Conform recensământului din 2001, majoritatea populației comunei Poticiok era vorbitoare de ucraineană (96,21%), existând în minoritate și vorbitori de română (1,71%) și rusă (1,59%).